# Trick 'r Treat
Trick 'r Treat es una película estadounidense de terror ambientada en Halloween, con una estética basada en las películas de terror de los años 70 en la que se mezclan vampiros, hombres lobo, asesinos y fantasmas. El filme ha sido visionado en varios festivales de cine de terror obteniendo muy buenas críticas y llegando a ganar el Premio del Público en el Screamfest. Se lanzó el 29 de septiembre de 2009 en EE. UU. siendo editada directamente en DVD.

## Argumento
Las tradiciones de Halloween han sido creadas para protegernos del mal y un pequeño pueblo de Ohio aprenderá una lección sobre cómo algunas tradiciones es mejor no violarlas. Cuatro historias entremezcladas tendrán lugar en la misma manzana de un pequeño pueblo durante la noche de Halloween. Sam, un pequeño demonio con máscara, trata de hacer que todos aprendan a respetar las tradiciones del Halloween por las buenas o por las malas.

### Introducción
En la escena de apertura, Henry y su esposa Emma regresan de una fiesta de disfraces. Mientras que Henry ama Halloween y sus tradiciones, Emma lo ve como algo absurdo y desea deshacerse de las decoraciones de inmediato. A pesar de las advertencias de su marido de que la tradición es dejarlas hasta el día siguiente, en cuanto queda sola comienza a desarmar las decoraciones de Halloween antes de que finalice la noche, hasta que es sorprendida por un atacante misterioso que la apuñala con una paleta de caramelo afilada. Horas después, Henry descubre el cuerpo mutilado de su esposa colocado como una decoración más.

### El Director
Charlie es un vándalo obeso al que le gusta destrozar las calabazas de Halloween. Cuando roba dulces del cuenco que dejó Steven Wilikins, el director del colegio, éste lo sorprende y le da un sermón acerca de respetar las reglas y tradiciones de Halloween. Charlie comienza a vomitar y Wilkins le confiesa que roció los dulces con cianuro. Luego, convida más dulces a otros niños, entre cuales se encuentra Sam, un misterioso y pequeño niño que lleva una bolsa de arpillera como máscara. Posteriormente, comienza a enterrar el cadáver de Charlie y de otro niño, pero es interrumpido por su hijo Billy y por su vecino, el Sr. Kreeg, un hombre recluido cuya única compañía es un perro. Wilkins lleva la cabeza decapitada de Charlie al interior de la casa y junto a Billy comienzan a ahuecarla para hacer una nueva linterna de Halloween.

### La masacre del autobús escolar
Cuatro adolescentes -Macy, Sara, Chip y Schrader- se encuentran con Rhonda, una niña fanática de Halloween de quien dicen tiene el síndrome del sabio a quien le piden algunas linternas de calabaza que necesitan y cuando la muchacha les da algunas, la invitan a acompañarlos. 
El grupo se dirige a una cantera inundada y abandonada donde Macy recuerda la "masacre del autobús escolar de Halloween", que se llevó las vidas de ocho niños con problemas de desarrollo mental. Según cuenta la misma, hace décadas los padres, hartos de tener que lidiar con sus hijos, pagaron al conductor para que se deshiciera de ellos, siendo este el único sobreviviente después que el vehículo se hundiera allí. 
El grupo deja ocho linternas de Halloween como ofrenda a los niños. Luego, se hacen pasar por zombis para asustar a Rhonda. Cuando Schrader quiere defender a Rhonda, Macy termina arrojando una linterna a la cantera despertando a los niños muertos, quienes emergen del agua. Rhonda escapa, dejando a los bromistas abandonados a su suerte, quienes perecen a manos de los niños zombis. Al irse, se encuentra brevemente con Sam y comparten un gesto de asentimiento.

### Fiesta sorpresa
Laurie ha salido con su hermana Daniella y sus amigas María y Janet. Todas consiguen una cita para esa noche, a excepción de Laurie, quien insiste en querer que su "primera vez" sea especial y se queda un rato viendo las festividades locales, mientras el resto va a una fiesta en el bosque. 
Laurie se encuentra con un asesino en serie con capucha y disfrazado de vampiro, quien la ataca. Posteriormente, al lado de una fogata, las amigas de Laurie descubren al asesino, ahora malherido, y lo desenmascaran, resultando ser el director Wilkins. Laurie aparece, habiendo decidido unirse a la fiesta y todas las jóvenes se transforman en mujeres lobo, se revela que es la primera noche que Laurie sale de caza y ahí radica su deseo de que su presa fuese especial. Finalmente todas las chicas se transforman y devoran a sus parejas, mientras Sam observa.

### Sam
Mientras Wilkins enterraban el cadáver de Charlie, el Sr. Kregg y su perro espantan a un grupo de niños y se queda con sus dulces. Sam, al ver que Kregg no respeta las tradiciones, se introduce en la casa, la cual no está decorada por Halloween, y comienza a acosar y atacar violentamente al anciano. Sam, desenmascarado como un niño demoníaco con cabeza de calabaza, lastima seriamente a Kregg quien a pesar de sus esfuerzos no puede matarlo y queda a su merced. 
Sam afila una paleta de caramelo para asesinarlo hasta que Kregg, en medio de su desesperación, le arroja una de las barras de chocolate que le quitó a los niños, lo que Sam malinterpreta como que le ha regalado dulces y, satisfecho de que Kregg cumpla con una de las tradiciones de Halloween, le perdona la vida y se marcha. 
Kregg comienza a repartir dulces a los niños del barrio, quienes asumen que las vendas de sus heridas son un disfraz de momia.

### Conclusión
Kregg observa el vecindario desde su puerta y ve a Rhonda, empujando su carro con calabazas; a Billy, con un atuendo similar al de su padre pidiendo dulces; a Laurie, su hermana y sus amigas manejando, dispuestas a pasarla bien; a Emma y Henry regresando a su casa de la fiesta y al pequeño Sam vigilándolos a todos; por eso, en cuanto ve que Emma incumple las tradiciones saca la paleta afilada y se dirige a su jardín a emboscarla. 
Más tarde esa noche, Kregg oye que alguien golpea a su puerta. Al abrir, ve que son los ocho niños resucitados, quienes lo matan mientras las fotografías de su casa revelan que él era el chofer del bus escolar.

## Reparto
| Actor             | Personaje           |
| ----------------- | ------------------- |
| Dylan Baker       | Steven Wilkins      |
| Rochelle Aytes    | María               |
| Anna Paquin       | Laurie              |
| Brian Cox         | Sr. Kreeg           |
| Quinn Lord        | Sam / Peeping Tommy |
| Lauren Lee Smith  | Danielle            |
| Tahmoh Penikett   | Henry               |
| Moneca Delain     | Janet               |
| Brett Kelly       | Charlie             |
| Samm Todd         | Rhonda              |
| Britt McKillip    | Macy                |
| Isabelle Deluce   | Sara                |
| Jean-Luc Bilodeau | Schrader            |
| Leslie Bibb       | Emma                |
| Patrick Gilmore   | Bud, el camarógrafo |
| C. Ernst Harth    | Giant Baby          |
| Christine Willes  | Sra. Henderson      |
| Laura Mennell     | Allie               |

## Premios
- 2008 - Premio de la audiencia, Los Ángeles Screamfest.
- 2009 - Premio de la audiencia, Toronto After Dark Film Festival.

## Secuela
Desde 2009 Michael Dougherty dejó clara su intención de realizar una segunda parte siempre y cuando las ventas del DVD dieran una cierta relevancia a la película y que consiguiera hacer cambiar las bajas expectativas que los ejecutivos de la WB tenían de la película.
El 28 de octubre de 2013 durante el panel que siguió a la proyección especial que Legendary Pictures y Beyond Fest organizaron para Halloween en el Teatro Egipcio de Los Ángeles Thomas Tull, directivo de Legendary, anunció que tenían en marcha una segunda parte.